# Velcro Kid
Velcro Kid è il quarto album in studio del cantautore statunitense Thomas Giles, pubblicato il 4 novembre 2016 dalla Sumerian Records.

## Descrizione
Rispetto alle precedenti pubblicazioni sia da solista sia con i Between the Buried and Me, gruppo di cui è il frontman, l'album è caratterizzato da una maggiore impronta elettronica, con influenze tratte perlopiù dalle composizioni di John Carpenter e dei Depeche Mode.

## Tracce
Testi e musiche di Thomas Giles, eccetto dove indicato.
1. Immersion Highway – 4:31
2. Eris – 4:17
3. Devotion (feat. Jake Troth) – 3:26 (testo: Thomas Giles, Jake Troth)
4. Future of the Year – 4:58
5. Gazer (feat. Devin Townsend) – 4:24 (testo: Thomas Giles, Devin Townsend)
6. Strangers in a Paranoid Mind – 4:08
7. Acid Test – 4:21
8. Slow Gold Becoming – 3:54
9. Velcro Kid – 4:43

CD/LP bonus nell'edizione deluxe
1. Immersion Highway (Instrumental) – 4:31
2. Eris (Instrumental) – 4:17
3. Devotion (Instrumental) – 3:26
4. Future of the Year (Instrumental) – 4:58
5. Gazer (Instrumental) – 4:24
6. Strangers in a Paranoid Mind (Instrumental) – 4:08
7. Acid Test (Instrumental) – 4:21
8. Slow Gold Becoming (Instrumental) – 3:54
9. Velcro Kid (Instrumental) – 4:43

## Formazione
Musicisti
- Thomas Giles – voce, strumentazione
- Jamie King – voce aggiuntiva
- Jake Troth – voce aggiuntiva (traccia 3)
- Devin Townsend – voce aggiuntiva (traccia 5)

Produzione
- Thomas Giles – produzione
- Navene Koperweis – produzione, missaggio
- Jamie King – missaggio, mastering